# Minería ilegal en el Perú

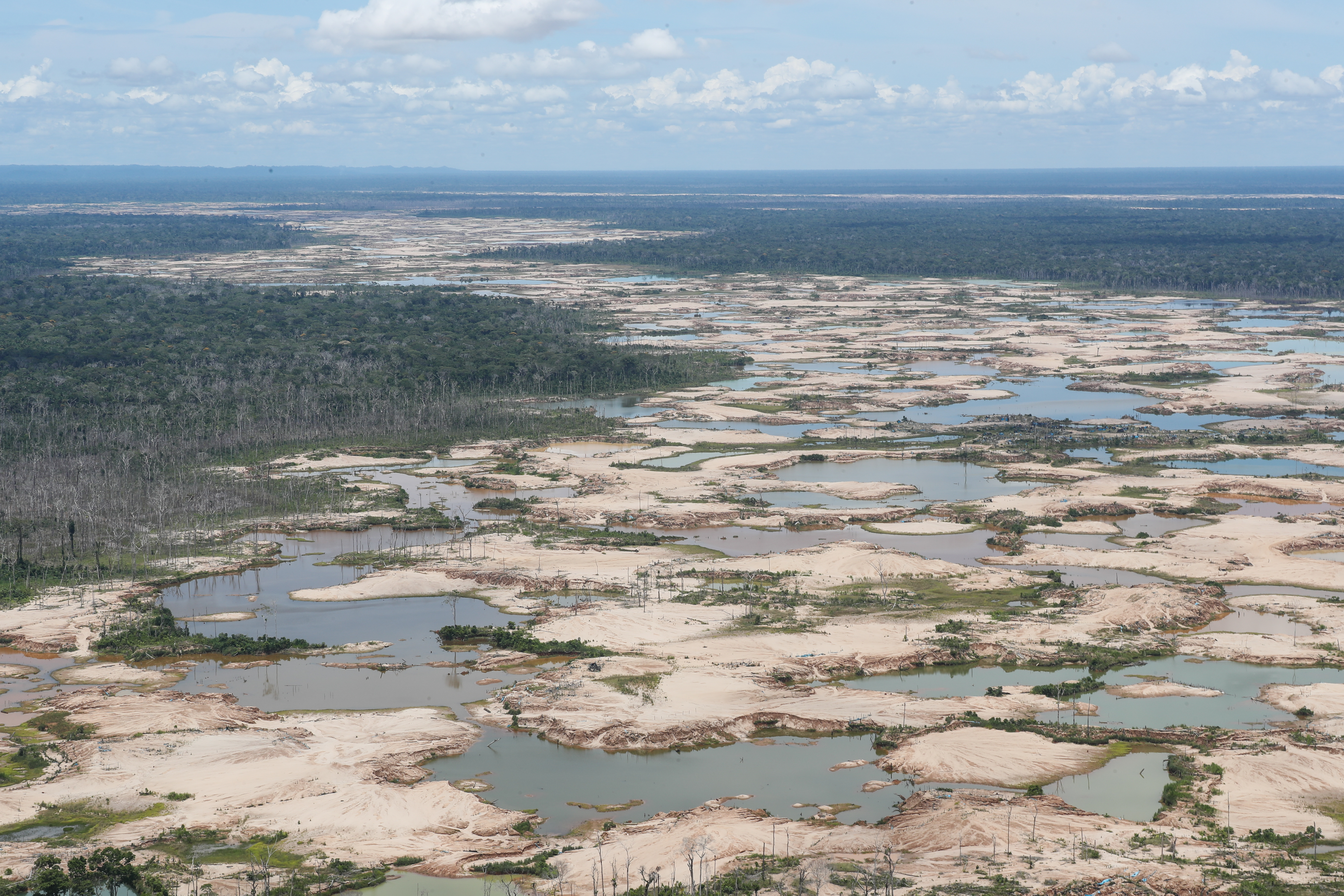
Zonas contaminadas por la minería ilegal en el departamento de Madre de Dios.

La minería ilegal o extracción ilegal de minerales es una actividad económica recurrida en Perú, que consiste en la explotación de minerales metálicos (como el oro), y no metálicos (arcilla, mármoles, entre otros) para el financiamiento de organizaciones delictivas. Tiene su origen a finales de los años 1970 con el surgimiento de la informalidad en ese sector. Se caracteriza por no tener control ni regulación social y ambiental, que comparte el sector artesanal en el país.
Los que la promueven y realizan, disponen de medios y formas de organización, que actúan al margen de los mecanismos de control del Estado y evaden de manera sistemática las normas legales pertinentes, se ubican principalmente en Madre de Dios, Puno y La Libertad. En el caso de la Amazonía, 17 áreas naturales protegidas fueron comprometidas por ella.
Según Antonio Brack, biólogo, ecologista, investigador peruano y primer ministro del Ambiente del Perú, la ilegalidad de esta actividad reside en la falta de estudios de impacto ambiental.
Hacia mediados de la década de 2020, la minería ilegal se había expandido a 32 distritos y 22 cauces fluviales en las regiones de Loreto, Amazonas, San Martín, Huánuco, Ucayali y Madre de Dios, según un estudio de la Fundación para la Conservación y el Desarrollo Sostenible. El Instituto Peruano de Economía indicó que el valor de las exportaciones igualaría por primera vez al de las exportaciones legales. A pesar de esta situación, el Observatorio de Minería Ilegal criticó que el Congreso de la República promoviera leyes propuestas por Eduardo Salhuana para que los responsables de la minería no sean denunciados por delitos como la contaminación ambiental.

## Características
La minería ilegal se caracteriza por desarrollarse en lugares remotos, donde existen pocas instituciones del Estado, lo que dificulta la labor de vigilancia y fiscalización en menoscabo de la legalidad. Se trabaja en distintos niveles: mediana minería, minería a pequeña escala y minería artesanal. El recurso que se obtiene en mayor cantidad es el oro.
Un aspecto que caracteriza a los involucrados es que actúan de manera premeditada, al margen de la ley, por lo general esta es una característica de los mineros que utilizan maquinaria e invierten en métodos tecnificados, a diferencia de otro sector que trabaja sin maquinaria pesada. 
Los extractores ilegales conocen las reglas y saben cómo evadirlas; promueven operaciones ilícitas; compran la producción de quienes extraen minerales como estrategia de sobrevivencia y suelen mantener una relación de dependencia con los microextractores o mineros artesanales, facilitándoles insumos y dinero como forma de asegurar su fidelidad y dependencia permanente.
Los extractores ilegales usurpan concesiones y terrenos de propiedad privada o del Estado. La ilegalidad en que se desenvuelve este tipo de actividad y los conflictos que genera, colocan a los extractores ilegales en situaciones de incertidumbre e inseguridad jurídica, lo que contribuye a un estado de temporalidad.
La extracción ilegal tiene carácter de subsistencia para los microextractores, pues perciben bajos ingresos. Esto restringe las posibilidades de asumir los costos requeridos para la mejora de la situación ambiental y las condiciones de seguridad. Además, explotan los recursos con poca recuperación y alta depredación de los mismos, sin tener ningún cuidado por el medio ambiente.
En julio de 2007, los agricultores y ganaderos de los distritos de Las Lomas, Tambo Grande, Suyo, Sapillica y distrito de Paimas de la provincia de Piura, en el departamento de Piura, marcharon por las calles de la ciudad por los problemas de contaminación que genera la minería ilegal en esas zonas. Esto debido a que los microextractores ilegales utilizan cianuro y mercurio, elementos químicos que, usados sin observar normas, protocolos ni medidas de seguridad, se convierten en contaminantes tóxicos y dañinos para la salud humana, la agricultura y el ecosistema.
José Málaga, presidente de la Junta Nacional de Usuarios de los Distritos de Riesgo del Perú (JNUDRP), opinó que deberían declararse intangibles, las áreas afectadas por la minería ilegal en Piura.
Las personas dedicadas a esta actividad tienen un bajo nivel de instrucción y realizan la extracción de manera individual o en pequeños grupos. El Estudio de Investigación de la Minería Ilegal en el Perú: Repercusión para el sector minero y el país, indica que esta situación desintegra el proceso productivo, dificulta la explotación sostenible del recurso y el manejo medioambiental.
En minería ilegal también se produce el uso ilegal de explosivos, que son empleados sin consideraciones ambientales ni de seguridad, los mismos que son conseguidos a través del contrabando o robo. 
En febrero del 2009, la Fiscalía incautó 300 cartuchos de dinamita que eran guardados en dos viviendas de Antabamba, Abancay. Se conoció que el material incautado era de propiedad de la empresa Laytaruma S.A. y J.K.L. Pardo Corporation S.A.C. e iba a ser entregado a extractores ilegales de oro y cobre, que operan en el distrito y que posteriormente es comercializado por ambas firmas.
No existen procesos de seguridad, lo que implica que toda el área de explotación ilegal de minerales se constituye en un potencial foco de alteraciones del ecosistema, que pone en riesgo la integridad y la salud de las personas. Es por eso que para 2014 el artículo 307 del Código Penal establece como delito.

### Supuesto proceso de formalización
Se sabe que un buen sector de los ilegales, aun teniendo la posibilidad de acogerse a la legalidad, no lo hace, no paga impuestos y no permite el desarrollo de las comunidades donde se produce la extracción. En 2001 se promulgó la Ley de Formalización de la Pequeña Minería y Minería Artesanal, que entró en vigor al año siguiente. Se esperaba que el proceso de formalización llegara hasta 2012, pero se han ido prorrogando hasta 2020. La medida solo consiguió formalizar alrededor de 2000 negocios. Por ejemplo, un grupo humano ha decidido ingresar en el mundo de la legalidad a través de iniciativas como la de Arequipa.
En 2017, se creó el Registro Integral de Formalización Minera (Reinfo) para conocer la lista de mineros artesanales interesados en formalizarse. En 2020, los gobiernos regionales se hicieron cargo del Reinfo. En 2024, se promulgó la Ley 32213 para ampliar aún más el plazo de la supuesta formalización. Bancadas congresales como el Bloque Magisterial, Podemos Perú y Renovación Popular han presentado proyectos para respaldar esta medida, y otras bancadas como Fuerza Popular han votado a favor. Esto coincidió con las medidas del Congreso de la República que restringieron la capacidad de las fuerzas policiales para enjuiciar a los responsables de delitos contra el ambiente y otros. Al año siguiente se supo de un decreto supremo del gobierno de Dina Boluarte que permitía transferir la titularidad de los inscritos en el Reinfo a sus herederos, a pesar de que esta posibilidad no estaba contemplada en la Ley 32213.
El supuesto proceso de formalización fue muy criticado por especialistas por su falta de viabilidad e intereses ocultos. Según la consultora Videnza, el registro tuvo motivaciones políticas, ya que supuso un millón de potenciales votos para los candidatos que apoyaban la supuesta formalización, y permitió que la minería ilegal de oro «[fuera] más rentable que el narcotráfico» en el país.  Los gremios de la industria minera compartieron un comunicado en el que señalaban que Reinfo «ha permitido, durante años, la expansión de actividades ilegales». El especialista José Iturrios advirtió que el cierre de la financiación de la USAID a varios países beneficiaría a los mineros ilegales y también a los productores de coca.
El portal Inforegión describió que «la búsqueda de la formalización de la minería artesanal y de pequeña escala resultó ineficaz, mientras la minería ilegal creció».  Uno de estos casos ocurrió en Pataz, donde se produjo una crisis de seguridad. Según Infobae, Pataz se convirtió en «la cuna del crimen organizado y la minería ilegal». La Compañía Minera Poderosa acusó a los poderes ejecutivo y legislativo de ralentizar el proceso de Reinfo y afirmó que «sirve de manto protector para mineros ilegales». El fiscal ambiental Frank Almanza Altamirano advirtió que otros diez lugares (como Madre de Dios, Arequipa, Cajamarca y Ayacucho) podrían sufrir una crisis similar a la de Pataz.
En 2025, Máximo Gallo declaró a Infobae que los mineros no formalizados están alquilando miles de hectáreas que fueron concesionadas hace más de 30 años y cuyos contratos se caducaron. El Tribunal Constitucional ordenó a los poderes del Estado que se abstuvieran de contemplar un marco jurídico-normativo de exención de responsabilidades penales, civiles y administrativas en el proceso de formalización minera, la prórroga del régimen transitorio y en cualquier política pública que regule dicha actividad de manera permanente.

## Desarrollo del sector clandestino
El aumento de la actividad minera ilegal es directamente proporcional al incremento del precio del oro a nivel internacional. Actualmente se calcula que de los 5 millones de onzas que exporta el Perú anualmente, más de un millón (22% aproximadamente) corresponden a la minería ilegal. Esta actividad ilícita genera anualmente utilidades por US$1000 millones y evade impuestos por US$305 millones, según estimaciones de Macroconsult.
La minería ilegal ocurre como consecuencia de problemas socioeconómicos. La Sociedad Nacional de Minería, Petróleo y Energía indicó que la agresiva expansión de esta actividad registrada en los últimos años, ha sido alentada por la falta de empleo en el área rural, el elevado precio de los metales, y porque las organizaciones o grupos que están detrás de esta actividad, muchas veces aprovechan la ausencia del Estado para actuar al margen de la ley. Según Gestión, una persona que trabaja en Tambopata recibió en 2011 el salario más alto, 500 soles diarios.
En 2024, el informe «Posicionamiento político del Grupo sobre Pueblos Indígenas de la CNDDHH frente a la situación de los pueblos indígenas u originarios en el Perú» afirmaba que la minería era explotada por algunas personas de nacionalidad ecuatoriana.

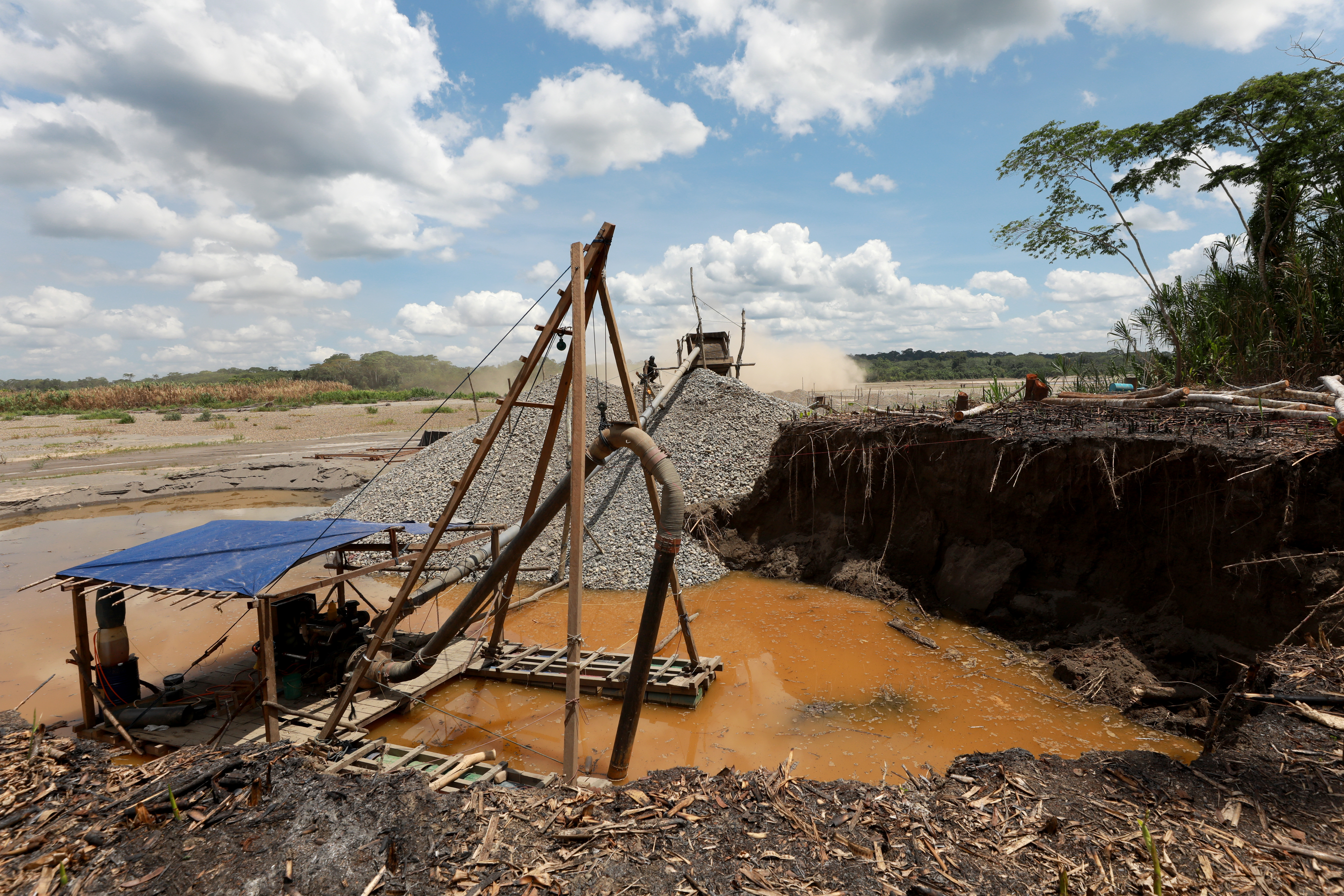
Una mina clandestina creada artesanalmente.

### Zonas mineras auríferas de minería ilegal
Las zonas con mayor actividad minera ilegal en el Perú se realizan en los siguientes departamentos:
| Departamento  | Provincia                             |
| ------------- | ------------------------------------- |
| Madre de Dios | Tambopata Manu                        |
| Puno          | San Antonio de Putina Carabaya Sandia |
| Ica           | Palpa Nazca                           |
| Arequipa      | Caravelí Camaná Condesuyos            |
| Ayacucho      | Lucanas Parinacochas                  |
| La Libertad   | Pataz Otuzco Huamachuco               |
| Piura         | Ayabaca                               |

### La extracción ilegal en cifras
En el Estudio de Investigación de la Minería ilegal en el Perú se estima en 60,000 el número de familias que en forma directa o indirecta están involucradas en la extracción ilegal; en 50,000 la cantidad de personas ejerciendo en forma directa la actividad y en 300,000 el total de las. personas que de manera directa o indirecta son dependientes de esta actividad. De ese total, el 85% participa en la extracción ilegal aurífera, actividad que al año produce 24 toneladas de oro. Esta cantidad representa el 14% de la producción reportada como país. El mismo estudio valoriza este monto en 500 millones de dólares de los cuales el Estado peruano no percibe un solo centavo por concepto de impuestos.

### Destino de las explotaciones
El valor de las exportaciones de oro ilegal supera al narcotráfico. Estudios estiman que el oro ilegal que sale del Perú estaría arribando a Miami y Dubái, entre otros destinos alternativos a Suiza, que sigue siendo un destino principal del oro peruano..
En 2019 se estimaron que de las 60 toneladas de oro ilegal exportado por Perú la gran mayoría iba a Suiza, el principal centro de refinamiento de oro del mundo. Ese año la empresa suiza Metalor Technologies emitió un comunicado mencionando el cese de sus operaciones con mineros artesanales y acopiadores de menor escala en el sur del Perú y en Colombia. Anteriormente, en 2015 la empresa estadounidense Northern Texas Refinery (NTR) fue acusada de comprar oro extraído ilegalmente de la Amazonía, dos años después tres de sus funcionarios se declararon culpables siendo luego puestos en prisión en Estados Unidos, al igual que su proveedor en Perú.

## Impacto de la minería ilegal
Los principales impactos que genera la minería ilegal en el país son de carácter ambiental y socioeconómico. Los mineros ilegales no realizan prácticas ambientales, ya que utilizan de manera incorrecta el mercurio y cianuro. La remoción de suelo produce deforestación y erosión de suelos, y los residuos generados con alto contenido de sólidos en suspensión son arrojados a los ríos. 
El impacto ambiental que genera la minería ilegal es por contaminación de los suelos, agua, aire.

### Impacto en el suelo
El gran movimiento de tierras que ocasiona la extracción ilegal de los recursos mineros afecta la topología de la zona donde se realiza la explotación, ocasionando la alteración de ecosistemas y la pérdida de hábitat para algunas especies. 
Los procesos de beneficiación de los minerales, que son extraídos de forma ilegal, producen Residuos tóxicos, ya sea por los insumos utilizados o por la liberación de sustancias químicas como resultado del proceso.

#### Contaminación por mercurio
La contaminación por mercurio es el principal problema ambiental, además tiene efectos perniciosos para la salud de los trabajadores y su entorno. El uso indiscriminado e ineficiente del mercurio para amalgamar el oro ocasiona que grandes cantidades de esta sustancia se pierdan y viertan en el medio ambiente en forma gaseosa o líquida.
La pérdida del mercurio líquido se produce durante la amalgamación del oro en los quimbaletes, donde se realiza la separación del mismo. En este proceso se calienta la mezcla mercurio-tierra con el fin de extraer el oro. El mercurio se evapora dejando sólo el oro. Ese gas es el que es llevado por el viento y una vez frío se condensa y se introduce en suelos y cuerpos de agua.
La porción acuosa del relave tiene alto contenido de mercurio y de oro. El contenido de esta sustancia será mayor si el mercurio utilizado es reciclado. En ese estado pierde su poder de amalgamación y los mineros suelen añadir más mercurio, agravando aún más la contaminación.
Todos estos procesos dejan ver relaves y cuando se evapora del agua queda adherido el mercurio al material estéril. Si el relave no es procesado luego o si es almacenado hasta su posterior procesamiento, este percola en la cancha en la que es depositado con el peligro de que durante su filtración contamine un curso de agua.
En las regiones donde hay extracción ilegal existen alrededor de 42 000 microextractores auríferos que trabajan al margen de la ley, sin elaborar ningún tipo de estudio de impacto ambiental que pueda determinar los impactos ambientales, así como el tratamiento adecuado de los mismos.
Esta actividad anualmente desecha entre 26 mil y 36 mil kilos de mercurio, lo que afecta las corrientes fluviales y contamina a los peces, principal insumo alimenticio de las comunidades nativas y poblaciones ribereñas, informó Antonio Brack, primer ministro del Ambiente.

#### Contaminación por cascajo
La extracción ilegal puede producir deforestación, movimiento de tierras, erosión forzada, acumulación de gravas que conlleva a la eliminación de la cobertura vegetal (tala y quema de bosques). La acumulación de material grueso, que resulta del lavado de grava durante el proceso de recuperación del oro, al estar desprovistas de material fino, no ofrece el sustrato adecuado para la recuperación natural.

#### Deforestación
En los últimos 15 años, la extracción ilegal aurífera con maquinaria pesada, excavadoras, cargadores frontales, volquetes, etc. ha perturbado unas 7.000 ha de bosques tropicales en Huepetuche, Caychiwe, Delta Uno, Río Inambari, (Reserva bionatural del Manu y Reserva del Bahuja Sonene) en el departamento de Madre de Dios.
Entre 2021 y 2023 la minería arrasó 18 mil hectáreas de bosque en Madre de Dios.

### Contaminación de las aguas
En el proceso de la extracción de oro en la minería ilegal se incrementan sólidos en suspensión en el agua, que afecta la vida acuática. Se produce una descarga de sedimentos con la consiguiente colmatación y modificación morfológica de los cauces.
La contaminación de las aguas podría provocar el trastorno y hasta la desaparición de la flora y fauna, además del alejamiento de la fauna terrestre. 
Otra forma de contaminación se produce por el mal uso del cianuro a través de métodos artesanales de “vat leaching”, en plantas portátiles de geomembranas con el apoyo de una motobomba, realizándose la aglomeración de manera manual. 
Este procedimiento constituye un riesgo para los operadores y el ambiente, en especial en las localidades cercanas a los cursos de agua.

### Impactos sociocultural
La minería ilegal alienta la explotación, y en algunos casos hasta la esclavitud de miles de personas (mujeres y niños), que son captadas por organizaciones para las cuales no existen leyes laborales, de seguridad social y atención médica .

#### Seguridad ciudadana y salud
Las personas que se dedican a la actividad minera ilegal lo hacen sin tomar medidas de seguridad, corriendo el riesgo de sufrir intoxicaciones severas que les pueden ocasionar la muerte. Ellos pueden perecer sepultados y abandonados bajo tierra, ya que para los patrones estos peones no existen en ningún registro ni planillas. Los campamentos en que viven por lo general son hechos de carpas de plástico que no ofrecen ninguna protección frente a las tormentas tropicales. La comida que ingieren tampoco es balanceada, lo que les genera un estado de desnutrición. 
Uno de los casos ocurrió en Algamarca (Cajamarca), donde se extrae oro de manera ilícita, sin las condiciones mínimas de seguridad para los años 2000 que incluye el uso de elementos químicos clandestinos. Varios casos no han sido investigados, debido a la oposición de quienes manejan ese negocio ilícito, que evitan el ingreso de las autoridades a los que amenazan de muerte.

### Trabajo y explotación infantil
Otro impacto socioeconómico es el involucramiento de toda la familia en las distintas etapas del proceso productivo, según el Estudio de la Minería Ilegal . El trabajo infantil se inicia a edades muy tempranas y a modo de quehacer familiar no remunerado.
Los menores de edad realizan actividades de acarreo, procesamiento en quimbaletes (especie de batan formado por dos piedras grandes) del mineral con mercurio para su amalgama, y el pallaqueo o búsqueda selectiva de los materiales no valiosos de las minas.
En la zona de Delta Uno, ubicada en la provincia del Manu, en el departamento de Madre de Dios, donde se realiza extracción ilegal aurífera, “se explotan niños en los lavaderos; mientras que las niñas, muchas de las cuales tienen 12 y 13 años de edad, son obligadas a ejercer la prostitución”. 
El quimbaleteo o molino como se denomina en algunos departamentos del Perú como Madre de Dios y La Libertad, es una actividad muy tóxica y riesgosa. Los niños tienen que levantar la gran piedra que sirve como molienda para colocar el mineral. 
El pallaqueo es una tarea que realizan las madres y los niños como actividad complementaria para obtener ingresos cuando los familiares adultos que se dedican a esta actividad, no generan los suficientes para la manutención.
Los adolescentes participan en la fase de extracción movilizando el mineral del socavón hacia la parte externa de la bocamina. Los riesgos por las condiciones precarias de seguridad existente, se asocian a derrumbes y deslizamientos, inhalaciones de gases y polvo, también lesiones musculares y cortes por la manipulación de las piedras.

### Explotación sexual infantil
En la zona minera de Huepetuhe, Pukiri y Delta 1, se calcula que 400 niñas y niños ejercen la prostitución a vista y paciencia de la policía en las cantinas de los bares a los que llaman “prostibares”.
Sujetos conocidos como “enganchadores” se ubican en los mercados o paraderos de buses de las ciudades de Puno, Abancay y Cusco para captar a las menores de entre 10 a 16 años. 
A las adolescentes les prometen empleos de lavanderas o cocineras con salarios de 350 nuevos soles, muy por encima de los 60 soles que perciben como trabajadoras del hogar en sus pueblos de origen. 
Las menores reciben ropa y pasajes como adelanto de su pago. Una vez que llegan a Madre de Dios, los “empleadores” (proxenetas y traficantes) les ofrecen primero un trabajo eventual para luego involucrarlas gradualmente en esta actividad.

### Impacto económico
El Perú es el único de los países andinos que tiene exportaciones de oro bajo la denominación de comercio no registrado y calificado como “exportaciones Oro Lavadero (contrabando)”, cuyo origen se asocia a la minería artesanal/informal, ilegal que existe en el país. 
La evasión fiscal tributaria es otra de las consecuencias, pues la ilegalidad reduce la recaudación de impuestos del Estado, además, al no recibirse los aportes económicos correspondientes al canon minero, no se paga el derecho de vigencia ni penalidad, entre otros.
Como ejemplo, se estima que en 2008, Madre de Dios produjo 16.4 toneladas de oro por un valor estimado de casi 469 millones de dólares americanos, pero recibiendo como canon minero únicamente S/. 47,800. Obviamente, ello evidencia la ilegalidad de la producción y comercialización del mineral en esta zona .
También se produce la comercialización de ilegal de explosivos e insumos químicos para ser usados por la actividad ilícita, también maquinarias pesada subencionadas (CAT, Volvo, CASE) por el estado peruano.

## Relación con el narcotráfico
El narcotráfico es uno los beneficiarios ocultos de la extracción ilegal minerales. La DEA, agencia del departamento de Justicia de los Estados Unidos para la lucha contra el contrabando y consumo de droga, y la Policía Nacional del Perú informan que el comercio del oro se habría convertido en el mecanismo más eficiente para lavar dinero de acuerdo a informes de las agencias internacionales de lucha contra el narcotráfico. Las ganancias de las drogas sirven para comprar oro ya sea en lingotes, joyas o restos de oro.
En Estados Unidos, los refinadores importan cantidades récord de oro de Colombia y Perú.

### Tráfico de armas, explosivos y contrabando
El tráfico ilegal de armas pequeñas y explosivos tiene como característica principal estar vinculado a redes internacionales ilegales relacionadas con el Contrabando ilícito de drogas y el contrabando.
Esta actividad estimula el “mercado negro” de armas para la defensa personal por su bajo costo. A través de esta actividad se incentiva la adquisición de insumos ilegales para las labores de extracción ilícita contribuyendo a su crecimiento. 
La mayoría de las rutas utilizadas por el contrabando coinciden con la mayoría de las zonas de explotación minera ilegal.

## Combate y conflictos de los perpetradores
En el Perú se ha producido un significativo número de conflictos entre mineros artesanales temporales, comunidades campesinas, comunidades nativas, empresas de la mediana y pequeña minería, titulares de concesiones mineras, pobladores de centros poblados próximos a sus actividades, autoridades locales y regionales, gremios y productores agropecuarios. Eso ocurrió de forma similar en zonas indígenas que agrupa a varias comunidades o etnias. Para ello se buscaron iniciativas como el Registro Integral de Formalización Minera que no resultó en un éxito por contribuir aparentemente la economía ilegal.

### Conflicto con autoridades sectoriales de Energía y Minas y del Interior
El Ministerio de Energía y Minas del Perú (MEM) tiene funciones normativas, concesivas, fiscalizadoras y de promoción de la inversión. Le corresponde esencialmente otorgar los títulos para ejercer la actividad minera y establecer el marco legal adecuado con el fin de que esta se desarrolle en las mejores condiciones de legalidad y productividad. La población que se dedica a la extracción ilegal de minerales realiza movilizaciones para presionar por beneficios y marcos legales que se adecuen a sus intereses.

#### Ministerio del Interior/ Policía Nacional (DICSCAMEC)
Esta institución regula la compra, transporte, almacenamiento y uso de explosivos, previa opinión del Ministerio de Energía y Minas. 
Al actuar al margen de la ley, la extracción ilegal ha promovido la generación de un mercado negro de compra y venta de explosivos. 

#### Con las autoridades regionales
En el año 2006, a los gobiernos y direcciones regionales les transfirieron funciones y competencias sectoriales, especialmente vinculadas a la pequeña minería y minería artesanal.
La actividad extractiva ilegal se realiza sin contar con título o autorización para explotar legalmente los yacimientos, por lo que se genera dificultades entre los involucrados y los organismos estatales. La tensión entre estos se incrementa al no haber mínimas normas de seguridad e higiene minera, conservación y cuidado del medio ambiente. 
Desde 2023, se aprobó un proyecto de ley en que los equipos confiscados por la ilegalidad pasarán a manos de autoridades locales en lugar de destruirlos, a pesar de tener opiniones contrarias de la Comisión de Energía y Minas.

#### Comunidades
Los conflictos que se generan con las comunidades son pocos a excepción de las zonas de Madre de Dios y casos posteriores de Departamento de Piura, Distrito de Ananea, Cajabamba, y en menor proporción Canta. 
Piura es un departamento donde la actividad agrícola es muy intensa y el desarrollo de la extracción ilegal ha ocasionado altos niveles de contaminación ambiental, afectando a los agricultores que han protestado ante las autoridades locales para que adopten una postura fuerte ante esta actividad. 